# Pra Ver se Cola
"Pra Ver se Cola" é uma canção composta por Mihail Plopschi, Ivanilton de Souza Lima e Paulo César Guimarães Massadas, conhecidos respectivamente como Miguel Plopschi, Michael Sullivan e Paulo Massadas, para o grupo Trem da Alegria.  
Lançada em 1988, como terceiro single do álbum autointitulado, do mesmo ano.  
A música é um dueto entre dois integrantes: Amanda Acosta e Juninho Bill. Para promovê-la os dois apareciam em shows e programas de TV vestidos de bailarina e de palhaço, respectivamente. 
A canção fez sucesso na época de seu lançamento e foi regravada por vários artistas.

## Produção e lançamento

Amanda e Juninho Bill caracterizados de bailarina e palhaço em apresentação da música na TV.

A sonoridade de “Pra Ver se Cola” é inspirada no rock dos anos de 1960, a canção era direcionada aos fãs mais velhos do grupo, ao contrário de outras faixas do repertório dos artistas, como "He-Man" e "Iô-Iô" que conquistavam um público infantil por suas temáticas de super heróis e brinquedos.
A canção foi escolhida como terceira música de trabalho e foi cantada tanto na turnê de 1988, quanto na turnê de 1989, da qual faziam parte Rubinho, Juninho e Amanda.
A música apareceu em outros dois álbuns do grupo, ambos lançados em CD: primeiro em 1992, na coletânea de sucessos Trem da Alegria, depois em 1999, na compilação da gravadora BMG Focus: O essencial de Trem da Alegria.

## Versões
"Pra Ver se Cola" foi regravada por alguns artistas brasileiros ao longo dos anos, entre as gravações, destacam-se: 
- A versão da apresentadora e cantora Eliana, cuja gravação aparece em seu álbum homônimo, de 2001;

- A gravação do funkeiro MC Marcinho, incluída em seu álbum ao vivo Tudo é Festa, lançado em 2011;[7]

- A versão da atriz e cantora Larissa Manoela presente tanto em seu primeiro álbum Com Você, lançado em 2014,[8] (para essa versão um clipe foi feito e obteve 42 milhões de visualizações no YouTube em apenas 7 meses)[9] quanto nos registros em CD e DVD do show ao vivo da turnê da cantora "Up! Tour";[10]

- A versão da dupla Thaeme & Thiago incluída no álbum Carrossel de Esperança, em homenagem a Michael Sullivan, um dos compositores da canção.[11]